# Міраж (Сімак)
«Міраж» (англ. Mirage/Seven Came Back) — коротка науково-фантастична повість Кліффорда Сімака, вперше опублікована журналом «Amazing Stories» в жовтні 1950 року. Також відома під назвою «Семеро повертаються».

## Сюжет
Археолог Річард Веб найняв двох провідників у подорожі по Марсу для пошуків загубленого міста деградувавшої марсіанської цивілізації. Одного разу до них підійшли шестеро «древніх» (представників древньої розумної раси Марса) і попросили допомогти знайти їм «сьомого». Раса «древніх» мала сім статей і всі вони були потрібні для продовження роду. Майже всіх «сьомих» винищили мисливці-пустельники з Землі через високу ціну їхнього хутра. Провідники Вомпус Сміт та Ларс Нелсон вирішили направитись на всюдиході на пошуки «сьомого», а Веба покинути без припасів у пустелі.
Веб пройшов пішки весь день відбиваючись від хижих звірів марсіанської пустелі. На ніч він вибрав печеру для ночівлі, але туди за ним прослідував хижак, якого він спромігся вбити. Цим він врятував не тільки себе, але і натовп розумних істот подібних до древньої раси. Їхній «закон печери» — заборона на вбивства в печері, дозволив їм мирно відпочити до ранку.
Одна з істот, прочитавши думки Веба, заявила, що є «сьомим» і має бажання, щоб Веб провів її до запланованого місця зустрічі. Веб мав намір безоплатно провести «сьомого», але той заявив, що згідно з угодою, місто йому все одно покажуть, заодно і потурбуються про воду і харчування.
Після зустрічі, семеро «древніх» відвели його до розвалин міста і покинули з мізерним запасом води, а на питання про їжу, пообіцяли «потурбуватись». Веб очікував їхнього повернення мріючи про майбутні розкопки розвалин, але врешті втратив надію і спробував повернутись до людських поселень. По дорозі його зустріли «семеро» і розказали, що життя має багато оболонок, і коли одна оболонка прожита, її потрібно скинути, щоб перейти до наступної. І його розмірковування про сенс життя на голодний шлунок підготували його до переходу.
Після переходу Веб побачив, як з'являється місто-міраж. «Семеро» розповіли, що там він зустріне істот з різних планет, а також і з Землі.
Сміт та Нелсон після поломки всюдихода, йдучи пішки, наткнулися на труп Веба. Їх дратували міражі міста.